# Frank Podmore
Frank Podmore (5 de Fevereiro de 1856 - 14 de Agosto de 1910) foi um autor inglês, membro fundador da Fabian Society e escritor sobre assuntos psíquicos.

## Vida
Nascido em Elstree, Hertfordshire, Podmore foi o filho de Thompson Podmore, diretor da Eastbourne College. Ele foi educado em Haileybury e na Pembroke College, Oxford, onde se tornou pela primeira vez interessado no espiritualismo e associou-se à Society for Psychical Research, interesse que manteve por toda a sua vida.
Em outubro de 1883 Podmore e Edward R. Pease se juntaram a um grupo socialista de debates estabelecido por Edith Nesbit e Hubert Bland. Podmore sugeriu que o grupo recebesse o nome do general romano Quintus Fabius Maximus, que defendia que se acordasse a oposição com operações de fustigação em lugar de se envolver em batalhas. Em janeiro de 1884 o grupo ficou conhecido como a Fabian Society e a casa de Podmore em 14 Dean's Yard, Westminster tornou-se a primeira sede oficial da organização.
Em 1886 Podmore e Sidney Webb desenvolveram um estudo sobre o desemprego que acabou sendo publicado como um panfleto da Fabian Society intitulado "The Government Organisation of Unemployed Labour" (A Organização Governamental do Trabalho Desempregado). Entretanto, o principal trabalho de Podmore foi um estudo detalhado da vida e das ideias de Robert Owen (1906).
Podmore pediu demissão de um posto sênior no Correio em 1907. Ele morreu por afogamento em Malvern em agosto de 1910 - possivelmente por suicídio.

## Trabalhos
Os livros e folhetos de Podmore incluem:
- Phantasms of the Living (Fantasmas dos Vivos) (1886, escrito com Frederick Myers e Edmund Gurney)
- The Government Organisation of Unemployed Labour (A Organização Governamental do Trabalho Desempregado) (1886)
- Apparitions and Thought-Transference (Aparições e Transferência de Pensamento) (1892)
- Studies in Psychical Research (Estudos sobre Pesquisa Psíquica) (1897)
- Modern Spiritualism (Moderno Espiritualismo) (1902) A primeira história do espiritualismo. Reimpressa como Mediums of the 19th Century, vols 1 & 2 (Médiuns do Século XIX, vols. 1 e 2).
- Biography of Robert Owen (Biografia de Robert Owen) (1906)
- Mesmerism and Christian Science (Mesmerismo e a Ciência Cristã) (1909)
- The Newer Spiritualism (O Mais Novo Espiritualismo) (1910)